# Dolni Boșneak, Vidin
Dolni Boșneak (în bulgară Долни Бошняк, în română Boșneacu din Vale) este un sat în comuna Vidin, regiunea Vidin, Bulgaria. Localitatea a fost locuită compact de românii din Timocul bulgăresc.

## Demografie
Componența etnică a satului Dolni Boșneak
     Bulgari (64,7%)
     Nicio identificare (35,29%)
     Altele (0%)
La recensământul din 2011, populația satului Dolni Boșneak era de 68 locuitori. Din punct de vedere etnic, majoritatea locuitorilor (64,7%) erau bulgari. Pentru 35,29% din locuitori nu este cunoscută apartenența etnică.